# Parageron incisa
Parageron incisa är en tvåvingeart som först beskrevs av Christian Rudolph Wilhelm Wiedemann 1830.  Parageron incisa ingår i släktet Parageron och familjen svävflugor. Inga underarter finns listade i Catalogue of Life.